# Cheap Universe
«Cheap Universe» es una canción de la banda de rock colombiana V for Volume, perteneciente a su álbum debut Providence de 2010, siendo escogida como el primer sencillo de dicho material. La canción apareció por primera vez en su MySpace para luego ser incluida en su primer EP Party's Over, publicado a finales de 2009. El sencillo fue lanzado en 2009 junto con "A Slepless Midnight Punkromance" que llegaron a emisoras como Radiónica y Radioacktiva como otro demo más y que comenzaron a rotar por votación del público.
Una versión acústica de la canción se puede encontrar como bonus track en Providence.

## Vídeo musical
El vídeo comienza con un niño y una niña que se encuentran acostados en un campo abierto observando el cielo cuando se dan cuenta de que cae una especie meteorito, ambos niños comienzan a correr como si estuviesen siguiendo el objeto, al tiempo que la banda aparece tocando la canción en dicho lugar. La niña toma de la mano al chico debido a que este tiene dificultades para correr. El vídeo termina con ambos tomados de la mano observando el cielo mientras caen varios meteoritos a la vez.
El vídeo fue estrenado el 16 de marzo de 2010, y la dirección estuvo a cargo del baterista de la banda, Jonathan Specktor y su realización tuvo lugar en municipios cercanos a Bogotá, específicamente fue grabado en Guasca, Cundinamarca.
El videoclip comenzó a rotar en señales como Canal 13 y en MTV Centro, dandosé a conocer a nivel continental llegando al primer lugar del conteo de Los 10 + pedidos.